# Forte Santa Caterina (Porto Ercole)
Il forte Santa Caterina di Porto Ercole è una fortificazione costiera situata sul monte Argentario, nei pressi dell'omonimo centro, sulle pendici di un promontorio che digrada direttamente verso il mare, dominando da est il Porto Vecchio.

## Storia
La fortificazione venne costruita nella prima metà del Settecento dagli Spagnoli, nel luogo in cui sorgeva, probabilmente, una preesistente struttura difensiva perduta; divenne un luogo specializzato negli attacchi contro eventuali imbarcazioni nemiche che si avvicinassero a questo tratto di costa dello Stato dei Presidi.
La sua costruzione, vicino al forte Filippo, fu voluta per il controllo dell'insenatura in cui attualmente sorge il porto di Cala Galera, una volta che venne decisa la trasformazione della non lontana torre del Mulinaccio in un mulino a vento.
Le funzioni di guardia e di offesa caratterizzarono questa struttura fino agli inizi dell'Ottocento; con l'annessione dell'intero territorio al granducato di Toscana, la fortificazione venne progressivamente dismessa. Alla fine del secolo, la struttura svolse il ruolo di infermeria per i prigionieri che venivano detenuti al forte Filippo.

## Descrizione
Il forte Santa Caterina si sviluppa a pianta pentagonale irregolare, con possenti e spesse cortine murarie a scarpa, a tratti rivestite in pietra e a tratti in intonaco scialbato, che inglobano sul lato opposto al mare, una serie di fabbricati uno dei quali munito di terrazza sommitale per svolgere le funzioni di avvistamento.
Le cortine murarie presentano altre aperture (feritoie e finestre), dove un tempo erano collocate le cannoniere. Ad ognuno dei due angoli rivolti verso il mare, si trova un posto di guardia a sezione semicircolare, privo di copertura, poggiante su una mensola sporgente a forma di semicono rovesciato.
L'accesso al fabbricato avviene attraverso una porta ad arco, che si apre presso il rivellino, sopra la quale si apre una finestra rettangolare; nella parte alta è collocato uno stemma dello Stato dei Presidii.
All'interno del complesso sorgeva originariamente anche una polveriera, oltre ai locali adibiti agli alloggi delle guarnigioni militari.